# Ugo Grozio
( Joh. Baptistae Vici, De universi iuris uno principio et fine uno, Neapolis, Felix Musca, 1720,  p. 9.)
Hugo de Groot (in olandese [ˈɦœyɣ də ɣroːt], latinizzato in Hugo Grotius, da cui l'italiano Ugone Grozio o, secondo la lezione più recente, Ugo Grozio) (Delft, 10 aprile 1583 – Rostock, 28 agosto 1645) è stato un giurista, filosofo, teologo, umanista, storico, poeta, filologo, e politico olandese.

Firma di Ugo Grozio.

Considerato da Pufendorf come il fondatore della  «scuola del diritto naturale», giacché «prima di Ugo Grozio non ci fu nessuno che distinguesse rigorosamente i diritti naturali dai positivi, e si sforzasse di disporli in sistema chiuso e completo» (Eris Scandica, I), col suo De iure belli ac pacis (1625) contribuì, durante i travagliati anni delle guerre di religione europee, alla formulazione del diritto internazionale moderno. Nonostante il giudizio della critica contemporanea abbia ridimensionato l'originalità speculativa di Grozio, negandogli financo la qualità di filosofo, in sede storica, come ha osservato Fassò, non si può non riconoscere come la filosofia giuridica moderna faccia capo a lui, «involontario ma effettivo padre [...] di quello che viene chiamato il giusnaturalismo moderno». Gran parte dell'etica del Seicento e del Settecento, inoltre, ispirandosi al giusnaturalismo, può essere fatta indirettamente dipendere dalla dottrina groziana.
Versato negli studi umanistici (alla sua opera di filologo si devono, ad esempio, alcune edizioni di Marziano Capella, Arato di Soli, Teocrito, nonché una «splendida traduzione latina» dell'Antologia Planudea) e teologici, tanto da essere giudicato «il più grande discepolo di Erasmo» (Cassirer), Grozio inaugurò, con le sue Annotationes in Vetus et Novum Testamentum (1679), l'epoca della «critica scientifica della Bibbia», incentrata su una valutazione storica dei libri della Scrittura, profondendosi al contempo in un'importante attività apologetica (la cui più alta espressione è contenuta in uno scritto del 1627, il De veritate religionis christianae), tesa ad affermare, al di là delle divisioni religiose, il significato genuino del cristianesimo. L'incontro di tradizione classica, specialmente stoica, e cristiana, retaggio dell'umanismo erasmiano, ha fatto assimilare l'opera groziana a una «sintesi [...] tra Cicerone ed il Vangelo» (Villey).

## Biografia
(Epitaffio composto dallo stesso Grozio)
Ugo Grozio nacque a Delft, il 10 aprile 1583, da famiglia impegnata nell'esercizio della mercatura (il padre fu, inoltre, borgomastro, magistrato e assessore della cittadina batava). I suoi progenitori francesi si chiamavano de Cournets, ma il nonno di Ugo, appartenente al ramo cadetto della famiglia, prese in moglie un'olandese, da cui trasse il cognome de Groot (latinizzato in Grotius, onde l'italiano Grozio). 

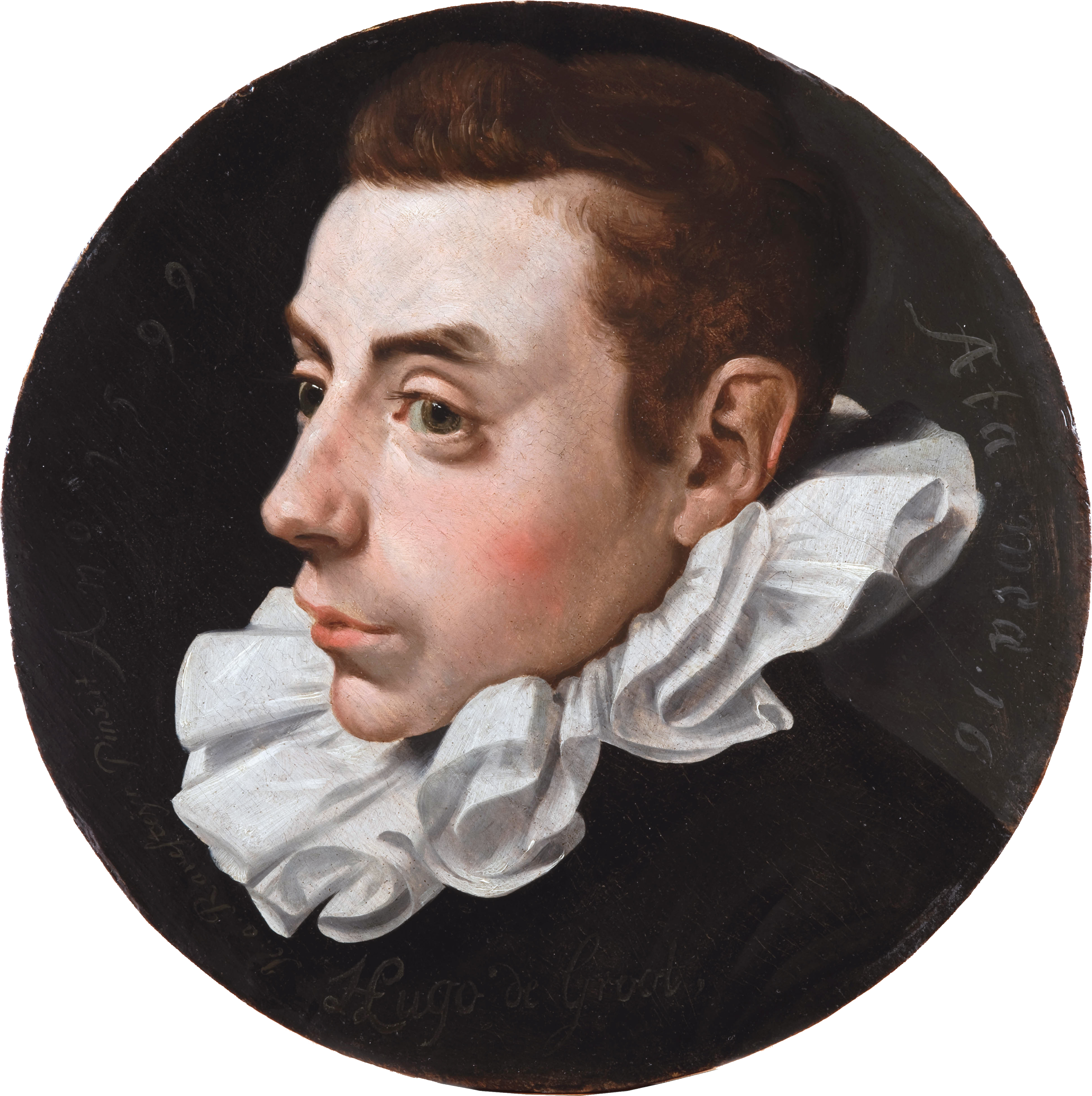
Grozio ritratto da Jan Anthonisz van Ravesteyn all'età di sedici anni (1599).

Appresi precocemente il latino, il greco e l'ebraico, fu ammesso nel 1594 all'Università di Leida, ove intrattenne contatti con Giusto Lipsio, divenendo scolaro di Giuseppe Giusto Scaligero, ma non conseguendo alcun titolo. Abbandonata l'Università di Leida nel 1598, il quindicenne Grozio seguì in missione diplomatica il Gran Pensionario d'Olanda, Johan van Oldenbarnevelt, recandosi con lui in Francia, alla corte di Enrico IV di Borbone, ove conseguirà il titolo di dottore in legge a Orléans. Enrico IV fu così tanto impressionato dalle capacità del giovane Ugo da presentarlo alla sua corte, dopo averlo decorato di una collana d'oro, come «il miracolo dell'Olanda».

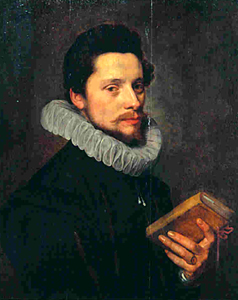
Grozio ritratto da Michiel van Mierevelt all'età di venticinque anni (1608).

Ritornato in patria nel 1599, Grozio s'impegnò nella professione forense, partecipando al contempo all’attività politica olandese e concorrendo alla stabilizzazione della neonata Repubblica delle Province Unite (appartiene a questo periodo lo scritto animato da vivo sentimento patriottico, il Parallelon rerumpublicarum). Nel 1602, un incidente diplomatico fra la Compagnia unificata delle Indie orientali e i portoghesi (la cattura olandese di un vascello lusitano nello stretto di Malacca), fu l'occasione di una contesa giudiziaria sulla spartizione della preda, che indusse Ugo a perorare la causa della Compagnia davanti al Tribunale delle prede. Ispirato dalla vicenda giudiziaria, Grozio prese ad elaborare, fra il 1604 e il 1606, il De iure praedae (di cui sarà licenziato, nel 1609, solo un capitolo, intitolato Mare liberum, rimanendo il resto dell'opera inedito fino al 1868), una sìlloge di argomentazioni giuridiche adoperate in qualità di avvocato davanti al Tribunale, e che costituirà – secondo il giudizio della critica recente – il nucleo fondamentale del successivo De iure belli ac pacis. L'apparizione di Mare liberum suscitò l'opposizione dello scrittore portoghese Serafino de Freitas, culminata nella pubblicazione del libretto polemico De iusto imperio Lusitanorum Asiatico (1625), nonché quella dell’inglese John Selden, che nel 1636 dava alle stampe il suo Mare clausum. In Italia, Pietro Battista Borgo, ispirandosi al pamphlet di Selden, compose il De dominio serenissimae Genuensis Reipublicae in Mari Ligustico (1641), in cui, contro le tesi groziane sulla libertà dei mari, rivendicava i diritti della Repubblica di Genova sul Mar Ligure.

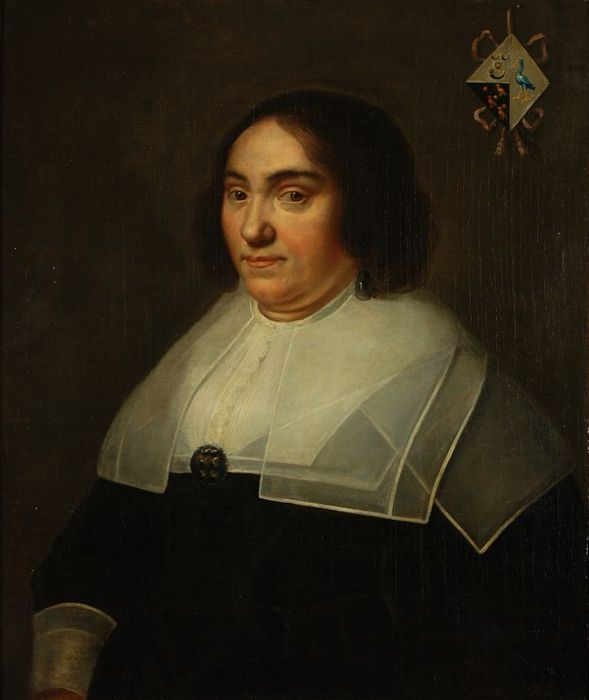
Maria van Reigersbergen ritratta da Michiel van Mierevelt (1640).

La fama conquistata con l'esercizio dell'avvocatura permise a Ugo, nel 1607, ormai quasi venticinquenne, di accedere alla carica di advocatus fiscalis (procuratore generale degli ordini d’Olanda e West-Frisia). Successivamente, nel 1608, convolerà a nozze con Maria van Reigersbergen, dalla cui unione nasceranno quattro figli maschi, Cornelio, Pietro (deceduto nel giugno 1614), Pietro (nato il 28 marzo 1615) e Diderico, nonché tre femmine, Cornelia, Francesca e Maria. Nel 1609, intanto, il Gran Pensionario Oldenbarnevelt, animato da sentimenti pacifisti, favoriva la conclusione di una tregua di dodici anni con la Spagna di Filippo III d’Asburgo e del suo mediocre primo ministro, il duca di Lerma. La tregua, tuttavia, veniva fortemente osteggiata dal principale antagonista dell'Oldenbarnevelt, lo Stadhouder Maurizio d’Orange-Nassau, figlio dell’eroe della guerra d'indipendenza contro Filippo II d’Asburgo, Guglielmo il Taciturno, che pertanto parteggiava per il partito bellicista. Nella querelle fra irenisti e bellicisti Grozio prese le parti del Gran Pensionario, realizzando una importante opera di ricostruzione storica, intitolata De antiquitate Reipublicae Batavicae (1610), nella quale si dimostrava come la floridezza delle istituzioni olandesi non fosse stata intaccata dalla lotta contro gli Asburgo di Spagna.

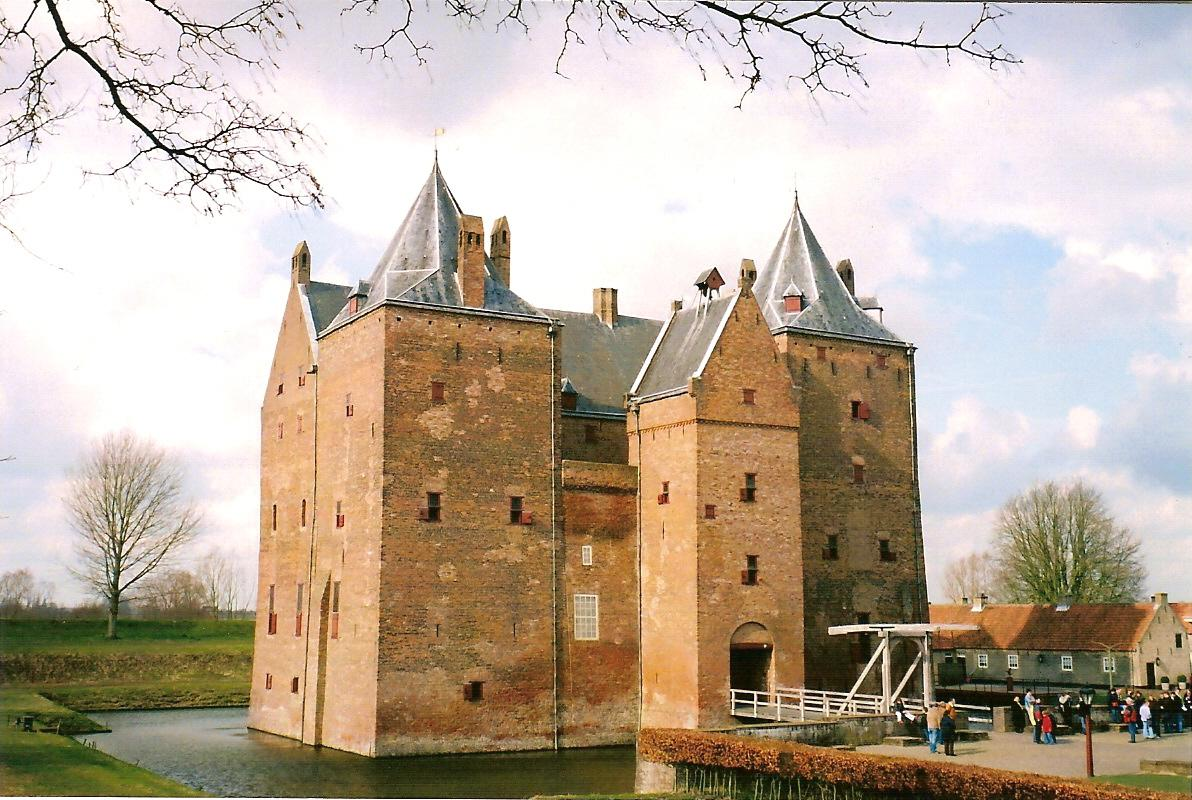
Il castello del Loevestein, ove Grozio trascorse gli anni di prigionia.

Il dissidio fra sostenitori del partito orangista e sostenitori della politica irenista del Gran Pensionario coincise con la rottura dell'unità religiosa fra i calvinisti batavi, i quali si divisero in arminiani, o seguaci della dottrina di Jacob Arminius, che davano una lettura sinergista, pertanto meno rigorosa, della dottrina della predestinazione (permettevano che alla definizione del proprio destino partecipasse anche l'uomo), e ortodossi gomaristi, ossia seguaci della dottrina di Franciscus Gomarus, pei quali, invece, la dannazione o la redenzione degli uomini era completamente rimessa all'arbitrio divino. Nella contesa religiosa gli arminiani facevano appello (mediante una Rimostranza, onde la denominazione di rimostranti), al potere pubblico, affinché questo garantisse il rispetto della tolleranza e la professione del proprio credo. I gomaristi, invece, si adoperavano per la celebrazione di un sinodo che restaurasse l’unità della Chiesa riformata. Politicamente la rimostranza intercettò il favore del Gran Pensionario e della borghesia olandese (ivi compreso Grozio), la quale era nutrita di cultura umanistica e si faceva portavoce di istanze di tolleranza. Dalla divisione religiosa Grozio trasse l'ispirazione per la composizione, fra il 1614 e il 1617, del De imperio summarum circa sacra (che vedrà la luce, comunque, solo nel 1647), in cui si dimostrava come fosse lecito l'intervento statale nella risoluzione delle questioni del culto.
Nel medesimo torno d'anni Grozio affiancava alla vivace produzione letteraria un importante impegno politico ricoprendo, a partire dal 1613, la carica di sindaco di Rotterdam, la quale, sommandosi a quella di advocatus fiscalis, lo rendeva uno degli uomini più influenti del tempo. L'autorità acquisita fece sì che, proprio nel 1613, Oldenbarnevelt, bisognoso di cattivarsi il favore delle nazioni straniere per aver ragione del partito orangista, affidasse a Grozio il delicato compito di recarsi in missione diplomatica presso il re d'Inghilterra, Giacomo I Stuart, succeduto alla protestante Elisabetta Tudor. Il mancato accordo con i reali d'oltremanica, unitamente all'aggravarsi delle tensioni interne alla Repubblica delle Province Unite (le sei province di Utrecht, Zelanda, Frisia, Gheldria, Groninga, Overijssel, tutte fedeli all'ortodossia calvinista, mal sopportavano l'egemonia economica esercitata dall'Olanda), rese impossibile l'applicazione del decreto pro pace ecclesiastica (composto dallo stesso Grozio nel 1614), sicché la fronda interna sfociò in un duro scontro per la garanzia del pluralismo religioso e dell’autodeterminazione di ogni provincia. Delle difficoltà incontrate dal partito del Gran Pensionario seppe valersi Maurizio d’Orange-Nassau, il quale, desiderando realizzare una politica d’intervento in politica estera e di accentramento in quella interna, offrì, nel 1617, il suo appoggio ai gomaristi. Il dinamismo politico orangista comportò, con la convocazione del sinodo di Dordrecht (1618 - 1619), l'amara sconfitta del Gran Pensionario, condannato alla pena capitale, e degli arminiani. Proprio la vicinanza di Grozio all'Arminianesimo e al Gran Pensionario fu all'origine della sua condanna all'ergastolo da scontare presso il carcere del Loevestein. Raggiunto il potere, Maurizio d'Orange-Nassau approfittò della scadenza dei termini della tregua dei dodici anni con gli Spagnoli e, nel 1621, scendeva in guerra al fianco dei Boemo-palatini (aderenti all’Unione evangelica) e degli Inglesi contro gli Asburgo d'Austria, sostenuti dalla Lega cattolica del bavarese Massimiliano e dagli spagnoli, per tentare nuove conquiste contro i dominatori di un tempo.

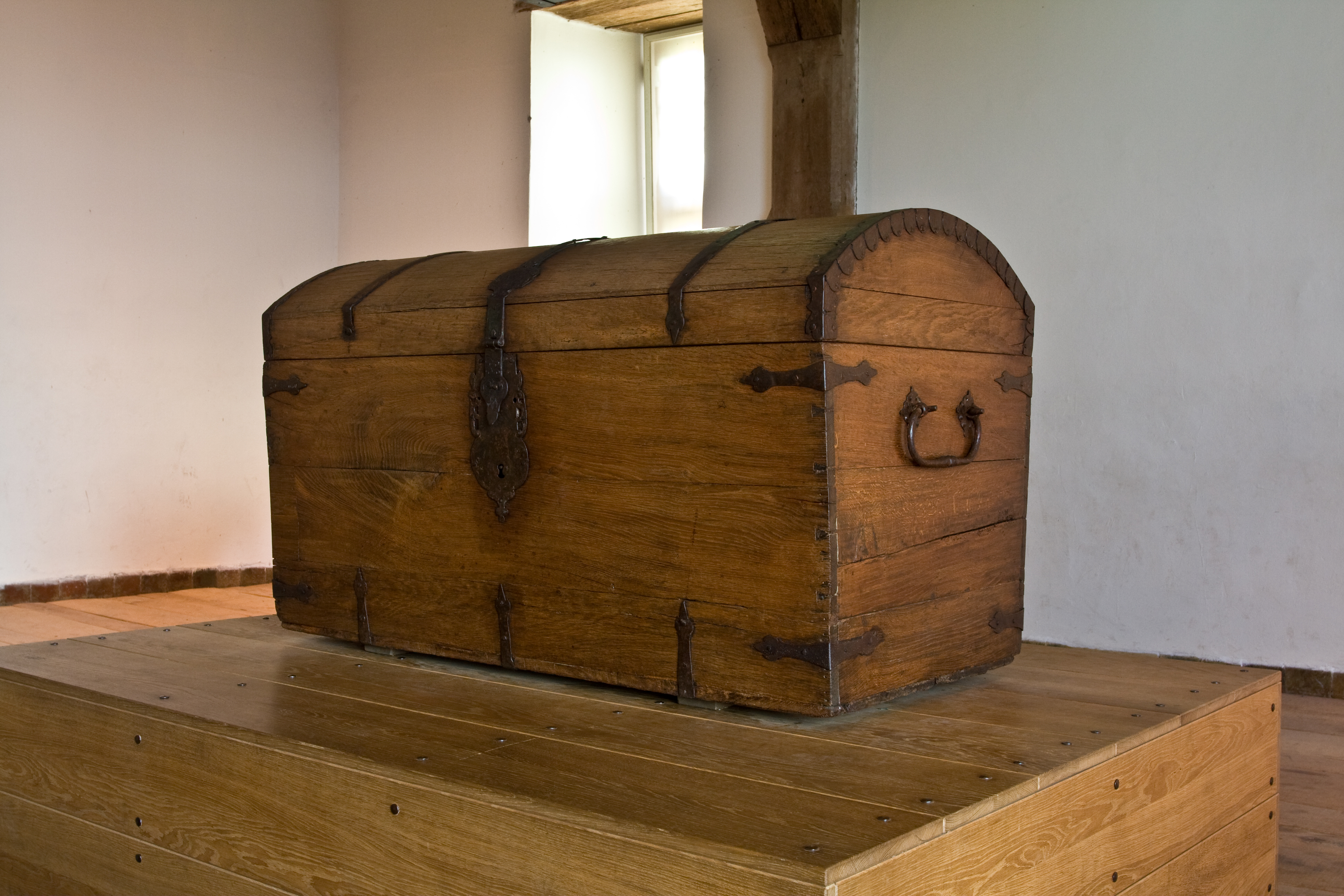
La cassa per i libri dentro cui Grozio evase dal carcere di Loevestein.

Gli anni di reclusione presso il carcere di Loevestein, che segnarono profondamente la vita del Grozio, non impedirono l'impegno intellettuale, che continuò indefesso e libero dall’ottica particolaristica che le precedenti necessità politiche imponevano. La pena del carcere a vita, tuttavia, non fu scontata per intero da Ugo, grazie all’ingegnosa operosità della moglie, che, già nel 1621, riusciva a farlo evadere dentro una cassa per i libri (sicché si disse che Grozio trovò nei libri «sapere e salvezza»). Dopo la rocambolesca fuga dalla prigione del Loevestein, Grozio riparò in Francia, a Parigi. Proprio al soggiorno parigino risale la pubblicazione dell’opera giuridica più importante, che ne avrebbe consacrato la notorietà negli anni successivi, il De iure belli ac pacis, licenziato nel 1625 (ma compreso già nel 1626 nell'Index librorum prohibitorum), e sollecitato dalle violenze consumatesi durante la guerra dei trent'anni. L'opera, pensata e composta durante il periodo di ozio bucolico trascorso a Balagny, fu trascritta col concorso di un suo parente, il giurista olandese Theodorus Graswinckel.

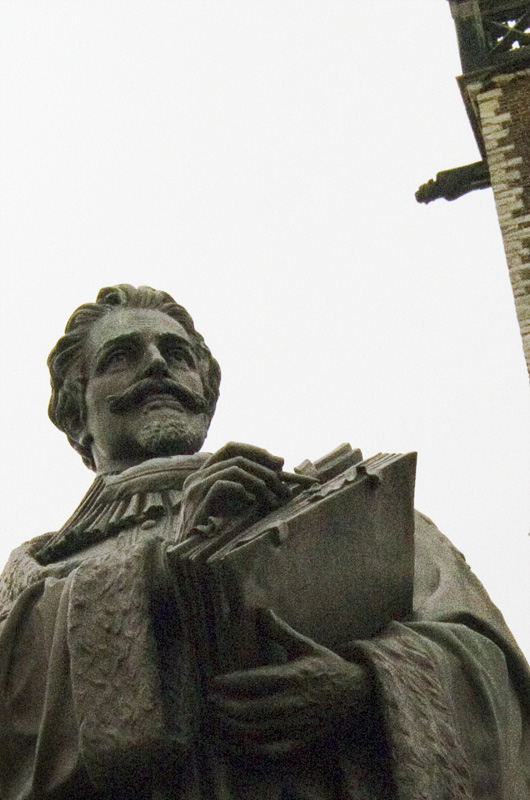
Monumento dedicato alla memoria di Ugo Grozio a Delft (scolpito da Franciscus Leonardus Stracké).

Stanco della vita privata, Grozio abbandonò, nel 1632, Parigi per ritornare in Olanda, ove però fu costretto alla clandestinità, quindi ad emigrare ad Amburgo. In questi anni la proposta groziana per la soluzione dei conflitti religiosi si rivolge all’ecumenismo, che egli non propugna solo teoricamente, ma cerca di realizzare praticamente mercé l'impegno politico, avendo frattanto ottenuto, nel 1634, dalla regina Cristina di Svezia la carica di ambasciatore svedese in Francia. Ritornato, pertanto, a Parigi, Ugo riprese la consuetudine con gli ambienti governativi da cui era stato distolto negli anni della prigionia e della clandestinità. Nel 1645, tuttavia, stancatosi del faticoso ufficio diplomatico (a Parigi si era dovuto scontrare con l’ostilità del cardinal Richelieu), partì alla volta di Stoccolma per rassegnare le dimissioni nelle mani di Cristina, ma durante il viaggio di ritorno in patria, a causa di un naufragio, fu costretto a far scalo a Rostock, nel Meclemburgo, ove fu colto dalla morte il 28 agosto. Le sue spoglie poterono far ritorno in patria solo dopo la restaurazione repubblicana, ricevendo sepoltura nella Chiesa Nuova di Delft, accanto al mausoleo in memoria di Guglielmo il Taciturno.
A Grozio è intitolato l'asteroide 9994 Grotius.

## Pensiero politico e giuridico
(G.W.F. Hegel, Enciclopedia delle scienze filosofiche in compendio, § 7)

### Il problema del metodo nelDe iure belli ac pacis

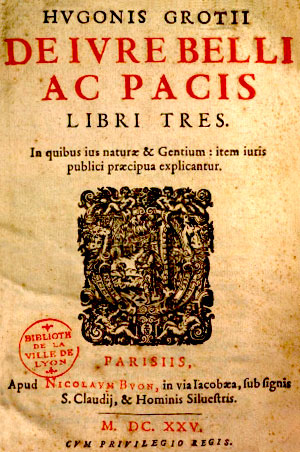
Frontespizio della prima edizione del De iure belli ac pacis (1625).

Nel De iure belli ac pacis Grozio affronta, seppur incidentalmente, la questione del metodo, optando per una soluzione eclettica. Egli, infatti, afferma che il diritto naturale può essere attinto sia a priori, dimostrando «l'assoluta conformità oppure discordanza di qualche cosa con la natura razionale e sociale», sia a posteriori, considerando diritto naturale «ciò che presso tutti i popoli civili [...] è ritenuto tale» (I, I, XII, 1). Nonostante il metodo a priori sia giudicato «più rigoroso», esso non vale a inscrivere Grozio nella tradizione del razionalismo, né quello a posteriori, «alla portata di tutti», è sufficiente per ricomprendere l'autore del De iure belli ac pacis nell'àmbito dell'empirismo. L'opzione eclettica, dunque, denuncerebbe, secondo la critica, il limite speculativo del giurista batavo.

### Teoria del contratto sociale
Grozio è considerato, insieme a Alberico Gentili e Francisco de Vitoria, il padre del diritto internazionale in epoca moderna. Inoltre, nella sua opera De iure belli ac pacis traccia un quadro completo delle tendenze che poi porteranno al razionalismo moderno.
Una delle teorie giusfilosofiche più importanti formulate dall'olandese fu quella del "contratto sociale", e cioè «che lo stato di natura deriva dalla tendenza dell'uomo che è portato a istituire con gli altri simili una determinata forma di comunità politica, pacifica e concorde» (appetitus societatis).
Il contratto sociale si attua quando lo stato di natura diventa impraticabile, violento e insicuro per l'aumento dei bisogni, per la diminuzione delle ricchezze disponibili e per il nascere degli istinti egoistici.

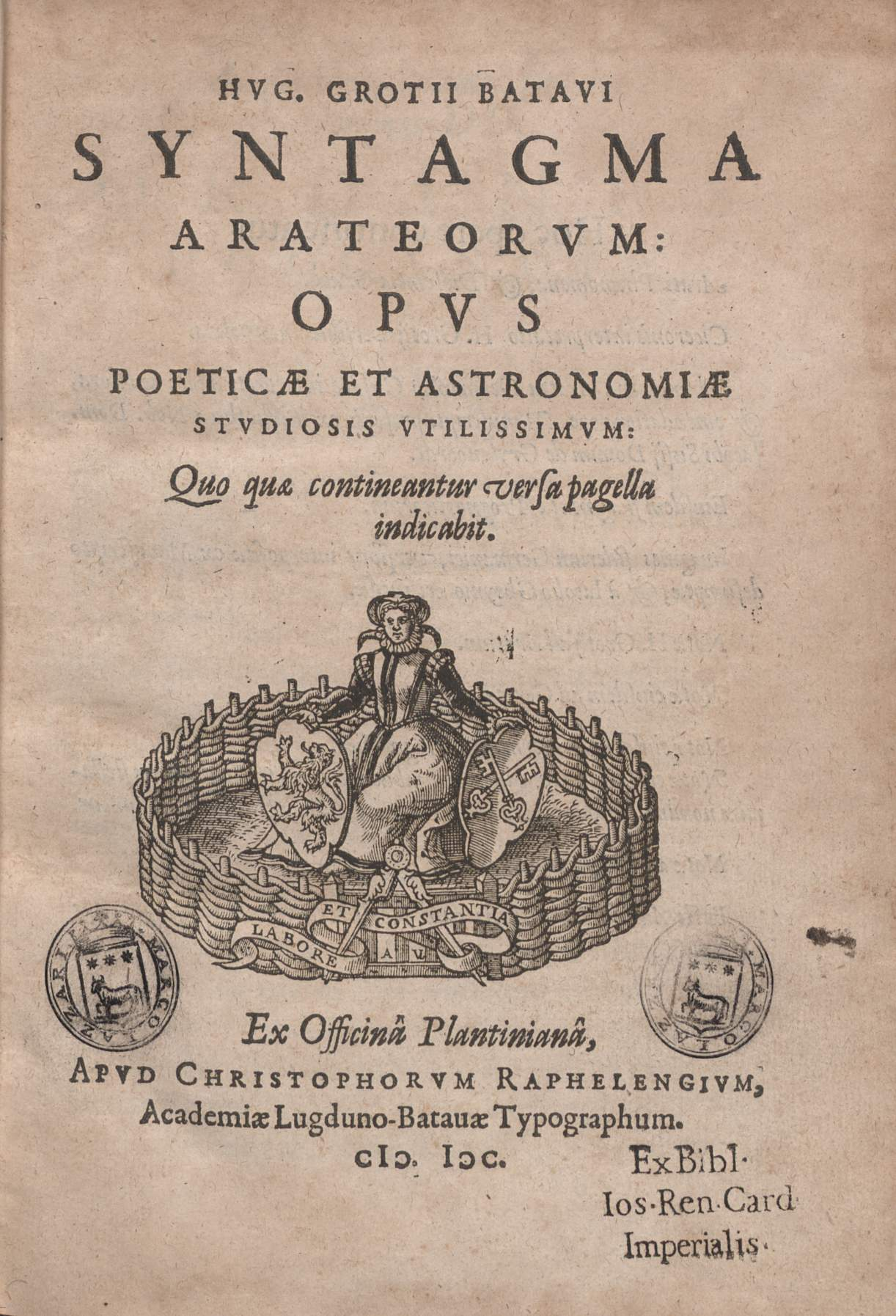
Frontespizio della traduzione groziana dei Phaenomena di Arato (1600).

In questo caso gli uomini, in vista di un'utilità comune, passano dallo stato di natura allo stato civile trasferendo a un sovrano, mediante un patto, il potere di far coercitivamente rispettare la sfera di interessi di ciascun individuo, di mantenere l'ordine sociale e la pace.
Questo contratto, in cui si fissano i diritti del singolo ed i poteri del sovrano, crea lo Stato e il suo potere nonché le due distinte sfere di diritto pubblico e diritto privato.
Lo Stato viene concepito da Grozio come un macroindividuo che è in grado, come un individuo, di tenere dei rapporti con gli uomini diversamente dalla  pólis greca o dai corpora medioevali. Quest'idea accompagna lo sviluppo della borghesia e si traduce nell'idea giusnaturalistica secondo la quale l'uomo possiede strumenti necessari per conoscere e conseguentemente arrivare a dominare il mondo grazie alle nuove scoperte scientifiche.

## Scrittore teatrale

Frontespizio del primo volume della seconda edizione dell'Opera omnia theologica (1732).

Tra i sedici e i diciotto anni compose tre tragedie latine: Christus patiens, Sophomphaneas (titolo egiziano che significa Salvatore del mondo)  e Adamus exul. Nell'Adamus exul Ugo Grozio descrive, in eleganti versi latini, il tentativo del diavolo di far cadere in peccato Adamo. Solo dopo il fallito tentativo demoniaco, il tentatore si è rivolto ad Eva. Secondo alcuni critici l'Adamus exul è stata tra le opere che ispirarono John Milton nella composizione del Paradiso perduto.

## La verità della religione cristiana
Nel 1632 Ugo Grozio scrisse un libro in cui proclamava la sua adesione al Cristianesimo, dal titolo De veritate religionis Christianae, che venne tradotto dal latino in inglese, persiano, cinese e in arabo da Edward Pococke. Venne utilizzato dai missionari in Oriente e rimase in stampa fino alla fine del XIX secolo. Parte del testo riguardava la questione emergente della consapevolezza storica dell'autorità e del contenuto dei Vangeli canonici. Altre parti, invece, riguardavano il paganesimo, nonché l'ebraismo e l'islam. Ciò che distingue quest'opera dalle altre nell'ambito dell'apologetica cristiana è il ruolo di precursore di alcuni problemi emersi nel deismo del XVIII secolo, e che Grozio fu il primo ad applicare alla difesa della fede cristiana nel campo dell'apologetica legale o giuridica.

## Opere
Qui si riporta una bibliografia parziale degli scritti groziani, ordinata secondo l'anno di pubblicazione. Per la bibliografia completa degli scritti del giurista olandese, si rimanda al testo francese di  Jacob ter Meulen e Pieter Johan Jurriaan Diermanse, Bibliographie des écrits imprimés de Hugo Grotius, La Haye, Martinus Nijhoff, 1950.
- (LA) Hugonis Grotii, De iure belli ac pacis libri tres, in quibus ius naturæ et gentium item iuris publici præcipua explicantur, Parisiis, Apud Nicolaum Buon, in via Jacobæa, sub signis S. Claudii, et Hominis Silvestris, 1625 (MDCXXV), ISBN non esistente. URL consultato il 18 agosto 2019.
  - (LA) Hugonis Grotii, De iure belli ac pacis libri tres, in quibus ius naturæ et gentium item iuris publici præcipua explicantur, curavit B.J.A. de Kanter-van Hettinga Tromp. Editionis anni 1939 quæ Lugduni Batavorum in ædibus E.J. Brill emissa est exemplar photomechanice iteratum. Annotationes novas addiderunt R. Feenstra et C.E. Persenaire, adiuvante A. Arps-De Wilde, Aalen, Scientia Verlag, 1993, ISBN 3-511-09230-2.
- (LA) Hugonis Grotii, Poëmata, Lugduni Batavorum, Apud Hieronymum de Vogel, 1645 (MDCXLV), ISBN non esistente. URL consultato il 18 gennaio 2017.
- (LA) Hugonis Grotii, Operum theologicorum, tomus primus, Amstelædami, Apud Heredes Iohannis Blaev, 1679 (MDCLXXIX), ISBN non esistente. URL consultato il 18 gennaio 2017.
- (LA) Hugonis Grotii, Operum theologicorum, tomi II, volumen I, Amstelædami, Apud Heredes Iohannis Blaev, 1679 (MDCLXXIX), ISBN non esistente. URL consultato il 18 gennaio 2017.
- (LA) Hugonis Grotii, Operum theologicorum, tomus tertius, Amstelædami, Apud Heredes Iohannis Blaev, 1679 (MDCLXXIX), ISBN non esistente. URL consultato il 18 gennaio 2017.
- (LA) Hugonis Grotii, Annotationes in Epistolas apostolicas et Apocalypsin, in Opera omnia theologica, in quatuor tomos divisa, Ante quidem per partes, nunc autem conjunctim & accuratius edita. Quid porro huic editioni prae caeteris accesserit, praefatio ad lectorem docebit. Tomus tertius, Basileae, Apud E. & J. R. Thurnisios, fratres, 1732 (MDCCXXXII), ISBN non esistente. URL consultato il 18 gennaio 2017.
  - Ristampa dell'edizione del 1679 per i tipi Frommann-Holzboog, Stuttgart-Bad Cannstat 1972, ISBN 978-3-7728-0164-8, 4 voll.
- (LA) Hugonis Grotii, De jure praedae commentarius, Ex Auctoris Codice descripsit et vulgavit H.G. Hamaker, Litt. Dr., Hagae Comitum, Apud Martinum Nijhoff, 1868 (MDCCCLXVIII), ISBN non esistente. URL consultato il 18 gennaio 2017.